# Малинин, Александр Николаевич
Алекса́ндр Никола́евич Мали́нин (до 1988 года носил фамилию Вы́гузов; род. 16 ноября 1958, Свердловск, РСФСР, СССР) — советский и российский эстрадный певец, композитор, актёр, преподаватель академического вокала. Народный артист Российской Федерации (1997), Народный артист Украины (2004; лишён в 2024 году, из-за поддержки российского вторжения на Украину). Лауреат Премии МВД России (1998) и Ленинского комсомола (1991).

## Биография

### Ранние годы
Родился 16 ноября 1958 года в Свердловске, в семье железнодорожников — Николая Степановича Выгузова (10 ноября 1939 — 3 декабря 2018) и Ангелины Анатольевны Малино́вой (происходящей из Мантуровского района Костромской области) (1940).
У него есть два брата — Олег Малинин (род. 1963, водитель), и единокровный брат (ДНК не совпала) Антон Выгузов, от второго брака отца (с Татьяной Васильевной Выгузовой).
В детстве увлекался разными видами спорта (хоккеем с шайбой, конькобежным спортом), посещал хоровой, духовой (играл на альте) и танцевальный кружки. С четырнадцати до пятнадцати лет служил воспитанником Советской армии (СА) в военном оркестре. Играл на валторне, жил в казарме и учился в вечерней школе. После восьмого класса средней школы поступил на учёбу по специальности «помощник машиниста» в Свердловское железнодорожное ПТУ, где проучился всего четыре дня.
В 1974 году был отобран из большого числа кандидатов и поступил в студию эстрадного искусства при Свердловской областной филармонии, где его преподавателями были Неонила Александровна Мальгинова (народное пение) и бывшая певица Большого театра Татьяна Толхадзе (классическое пение). В 1975 году был зачислен вторым баритоном в хор мальчиков при Уральском государственном русском народном хоре.
Весной 1977 года был призван на военную службу в ряды Советской армии. Служил солистом ансамбля песни и пляски Уральского военного округа, играл в оркестре 32-го военного городка (1977—1979).

### Карьера
После увольнения в запас (10 июня 1979 года) переехал в Москву, начал трудовую деятельность в Московской областной филармонии. Работал в вокально-инструментальных ансамблях «Голубые гитары» (1981), «Фантазия», «Метроном».

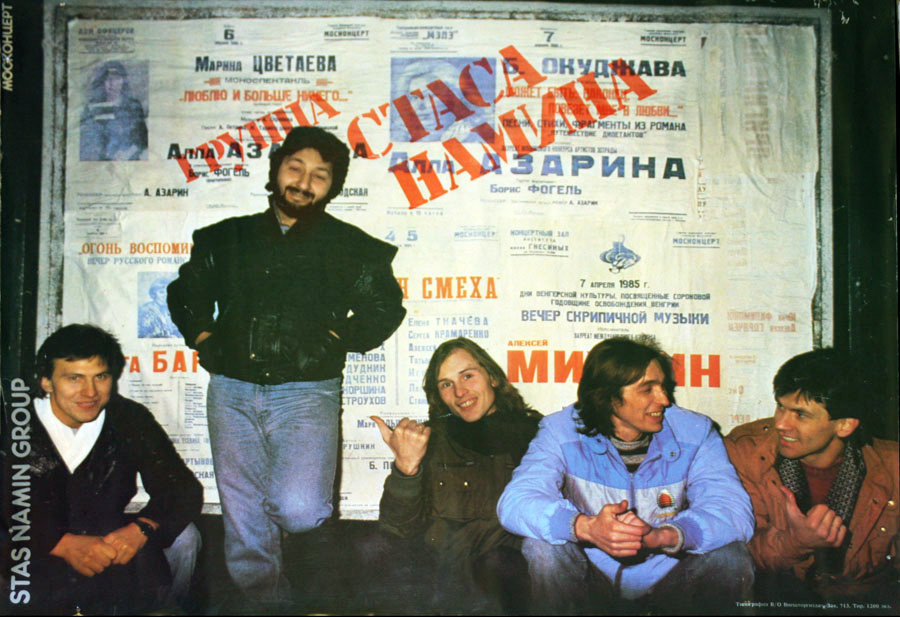
Александр Малинин (в центре) в составе группы «Цветы» Стаса Намина, 1986 год

В 1983 году перешёл на работу в «Госконцерт». Выступал в составе группы «Цветы» Стаса Намина (1983—1986).
В 1986 году попал в автокатастрофу. В том же году крестился и принял православие.
Одно из первых сольных выступлений певца после выздоровления состоялось на фестивале «Рок-панорама-87» 8 декабря 1987 года, где Малинин исполнил несколько песен под акустическую гитару (в частности, «Чёрный ворон» и «Ямщик, не гони лошадей»). В 1987 году был приглашён американским певцом и композитором Дэвидом Померанцем в США для осуществления музыкального проекта, там же была записана их совместная, советско-американская, пластинка «Далёкие страны».
Настоящая популярность пришла к Александру Малинину в возрасте двадцати девяти лет. В июле 1988 года он завоевал гран-при на третьем Всесоюзном телевизионном конкурсе молодых исполнителей советской эстрадной песни в Юрмале (Латвийская ССР), исполнив песни «Коррида» (музыка Елены Ваниной, слова Михаила Гуськова), «Любовь и разлука» (музыка Исаака Шварца, слова Булата Окуджавы), «Напрасные слова» (музыка Давида Тухманова, слова Ларисы Рубальской) и «Осторожно, двери закрываются» (И. Осколков — О. Чистяков; из репертуара ансамбля «Метроном»). Песню «Коррида» Малинин исполнял на конкурсе дважды: в первом и втором турах. Присутствовавший на конкурсе журналист Юрий Филинов писал: «„Коррида“ стала просто неповторимым триумфом конкурса. Ни один конкурсант за всю историю „Юрмалы“ не вызывал такого восхищения, как Малинин. Он потряс, заставил замереть и задохнуться от ощущения свободы. Вряд ли кто в эти минуты сомневался в том, что именно этот артист — победитель. В этом же году за песню „Коррида“ А. Малинину была вручена премия Советского комитета защиты мира „Хрустальный кубок“ — „Песня — миру“». А с 1993 по 1995 год Александр Малинин был уже членом жюри российского телевизионного конкурса молодых исполнителей эстрадной песни «Москва-Ялта-Транзит» в Москве, ставшего преемником Всесоюзного телевизионного конкурса молодых исполнителей советской эстрадной песни, проводившегося сначала в Юрмале (1986—1989), затем — в Ялте (1990—1991) и в Москве (1992—1996).
В 1988 году Александр Выгузов по инициативе Стаса Намина официально принял более благозвучную фамилию Малинин. Хотя его мать носила фамилию Малинова, но Стас предложил заменить окончание «ов» на «ин».
В этом же году на концерте в Киеве впервые исполнил романс «Поручик Голицын». В поисках своего места на эстраде недолго работал в Театре песни Аллы Пугачёвой. Пел в рок-опере Юрия Рыбчинского и Г. Татарченко «Белая ворона» (1989). Являлся участником многих советских телевизионных программ («Песня года», «Утренняя почта» и других).
В 1990 году был удостоен премии Ленинского комсомола в области культуры, денежную составляющую которой отдал в фонд Патриархии на реставрацию сельской церкви. В этом же году продюсером А. Малинина становится Сергей Лисовский. Его фирма «Лис’С» осуществляет и проводит концертную шоу-программу под названием «Бал Александра Малинина» в спортивно-концертном комплексе «Олимпийский» в Москве, которую за 20 дней посетило 360 тысяч зрителей. С этого времени балы Александра Малинина становятся традиционными и проходят на крупнейших концертных площадках города. В основе репертуара — цикл «белогвардейских песен» («Белая гвардия» и др.), старинные русские народные песни («По диким степям Забайкалья», «Степь да степь кругом»), старинные романсы («Пара гнедых, запряжённых зарёю», «Гори, гори, моя звезда»), «Есенинский цикл» («Айседора», «Забава» и др.), песни «Напрасные слова» (музыка Д. Ф. Тухманова, слова Л. А. Рубальской), «Белый конь» (музыка Елены Ваниной, стихи Михаила Гуськова). Певец исполняет много своих, авторских песен: «Ночь», «Мольба» (стихи Н. Зиновьева) и др. Поёт под собственный аккомпанемент на гитаре, с оркестром, с инструментальным ансамблем. На сегодняшний день проведено более десяти таких программ: «Пасхальный бал моей души», «Рождественский бал Александра Малинина», «Девятый бал», «Звёздный бал», «Бал „Берега моей жизни“» и другие.
С 1996 года генеральным продюсером А. Малинина является его супруга Эмма Малинина (Залукаева), по профессии врач-гинеколог. Помимо певческой карьеры мужа Эмма Малинина занимается аптечным бизнесом и владеет собственной гинекологической клиникой.
В 1999 году дублировал вокальные партии в русскоязычном варианте саундтрека к мультфильму «Тарзан» (США).
В 2002 году дал концерт с симфоническим оркестром в Большом зале Московской консерватории. В январе 2004 года прошли его гастроли по США и Канаде.
В 2003 году окончил Государственный музыкально-педагогический институт имени М. М. Ипполитова-Иванова по специальности «преподаватель академического вокала».
С ноября 2021 года Александр и Никита Малинины принимают участие в проекте «Две звезды. Отцы и дети» на Первом канале.
В 2022 году выступал в качестве наставника в телешоу «Голос.60+».

### Личная жизнь

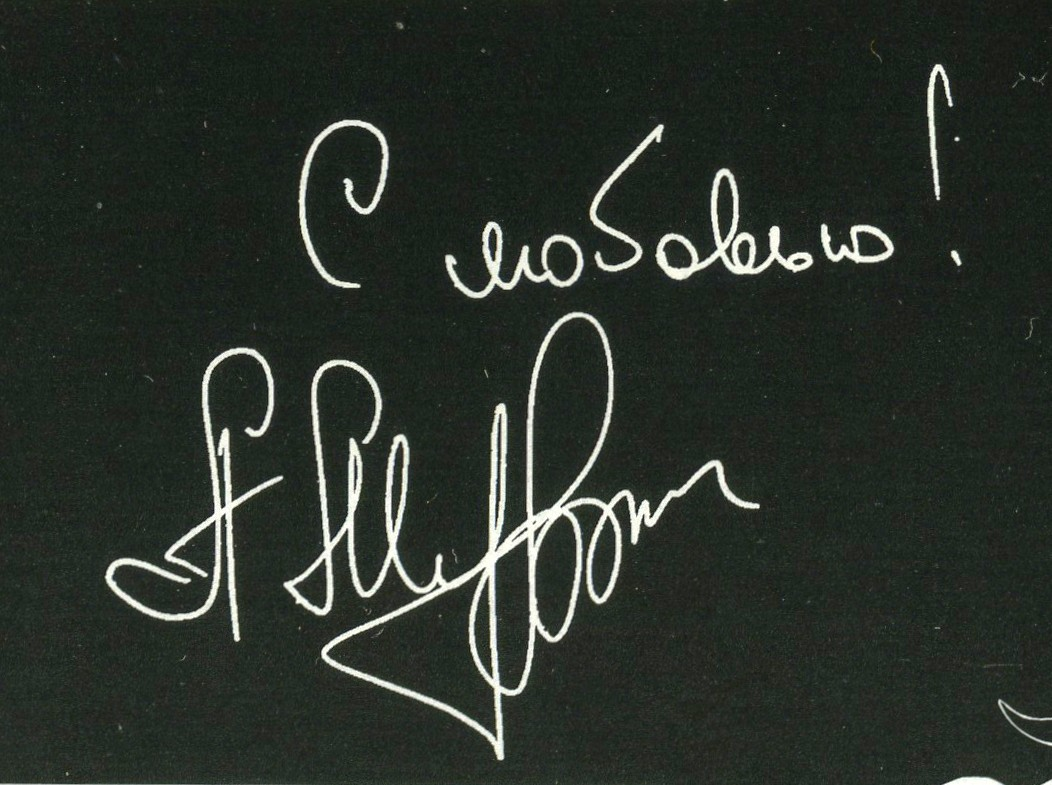
Автограф Александра Малинина

- Первая жена — Инна Курочкина (играла на скрипке в ВИА «Поющие гитары»)[8][20].
  - Сын — Никита Выгузов (Малинин) (род. 4 сентября 1981) — певец (лирический тенор), композитор, победитель «Фабрики звёзд — 3» (2003)[8].
- Вторая жена — певица Ольга Зарубина (1983—1988).
  - Дочь — Кира Евдокимова (род. 1985). В 1991 году Зарубина с дочерью эмигрировала в США. Все 25 лет воспитанием ребёнка занимался второй муж Зарубиной Владимир Евдокимов. В 2011 году в эфире программы «Пусть говорят» Александр Малинин признал, что Кира — его дочь[21].
- Третья жена, с 13 февраля 1990 года[22], — Эмма Валентиновна Малинина (д. Залукаева[23], род. 13 мая 1962) — врач-гинеколог, кандидат медицинских наук. Владелица клиники анализов в Мюнхене.
  - Приёмный сын — Антон Малинин (сын Эммы от первого брака с Александром Исаевым, сыном профессора кафедры хирургии Куйбышевского медицинского института Вячеслава Романовича Исаева) — женат, занимается бизнесом.
    - Внуки — Платон Малинин (род. 11 декабря 2007)[24] и Арианна Малинина, дети Антона.

  - Двойняшки — сын Фрол и дочь Устинья (род. 23 ноября 2000)[8][22][25]. Устинья Малинина стала тоже певицей по оперному пению[26].

## Работы

### Дискография

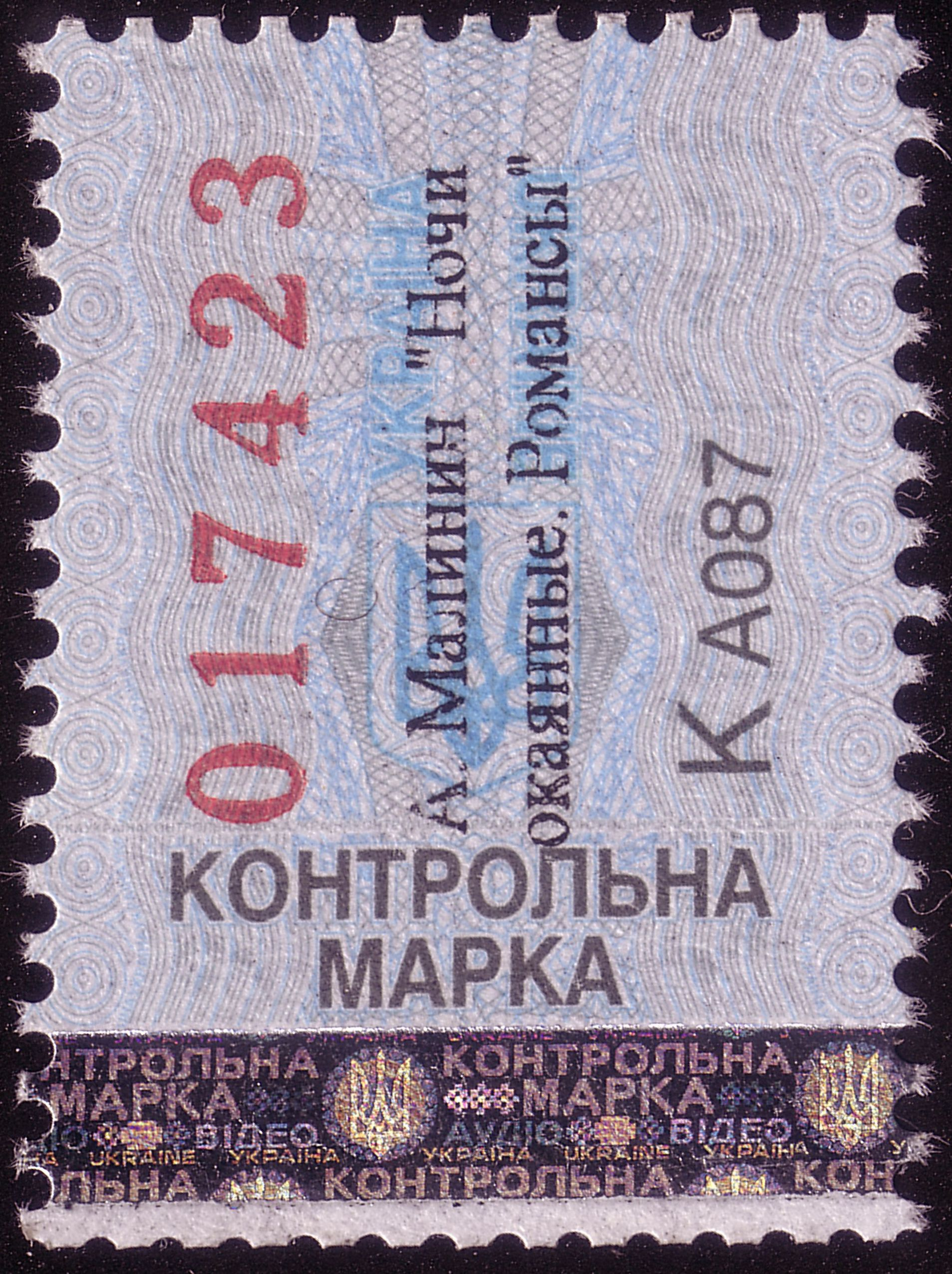
Акцизная марка диска «Ночи окаянные»

- «Мы желаем счастья вам!» (1986) (в составе группы «Цветы» Стаса Намина, песни «Зуммер» и «Когда я не плачу»)
- «Далёкие страны» / «Far Away Lands» (1988) (сингл вместе с Дэвидом Померанцем, США)
- «Кругозор» № 9, песня «Коррида» (1988)
- «Напрасные слова» / «Коррида» (1989) (сингл)
- «Метроном» (1989) (миньон в составе группы «Метроном»)
- «Неприкаянный» (1990)
- «Белая ворона» (1991) (рок-опера)
- «Александр Малининъ» (1991)
- «Бал» (1991)
- «Лунная соната» (1991)
- «Любви желанная пора» (1994)
- «Лучшие песни» (1995)
- «Я всё равно люблю тебя» (1996)
- «Буржуйские пляски» (1996)
- «Венчание» (1998)
- «Ночи окаянные» (2000)
- «Звёздный бал. Живой концерт» (2000)
- «Берега» (2001)
- «Старинные русские романсы» (2003)
- «Червона калина» (2003)
- «Если бы не ты» (2004)
- «По дороге домой» (2005)
- «Чарівна скрипка» (2007)
- «Эх, душа моя» (2008)
- «Я объявляю Вам любовь» (2010)
- «Песни моей юности» (2013)
- «Выбираю тебя» (2014)
- «Любовь жива» (2018)
- «Китами» (2020)

### Фильмография
| Год  |   | Название                                | Роль                     |
| ---- | - | --------------------------------------- | ------------------------ |
| 1996 | ф | Старые песни о главном                  | Малина, пастух           |
| 1997 | ф | Старые песни о главном 2                | главный стиляга-хулиган  |
| 1998 | ф | Старые песни о главном 3                | польский певец           |
| 1998 | ф | Военно-полевой романс                   | Имя персонажа не указано |
| 2007 | ф | Очень Новогоднее кино, или Ночь в музее | Имя персонажа не указано |

## Общественная позиция
В своих соцсетях Малинин сказал, что является гражданином Российской Федерации, поэтому поддерживает её сторону в войне.

## Награды и премии
- 1988 — гран-при на третьем Всесоюзном телевизионном конкурсе молодых исполнителей советской эстрадной песни в Юрмале (Латвийская ССР), где исполнил песни «Коррида», «Напрасные слова» и «Осторожно, двери закрываются»[2][13].
- 1989 — лауреат премии Ленинского комсомола в области культуры, последний из артистов СССР, получивших эту премию. Денежную составляющую премии передал в фонд Патриархии на восстановление разрушенных храмов[2].
- 1991 — Заслуженный артист РСФСР (18 сентября 1991) — за заслуги в области советского музыкального искусства[28]
- 1994 — международный приз в княжестве Монако в Монте-Карло, World Music Awards как российский исполнитель, имеющий самые большие продажи альбомов в своей стране[2].
- 1996 — Благодарность Президента Российской Федерации (11 июля 1996) — за активное участие в организации и проведении выборной кампании Президента Российской Федерации в 1996 году[29]
- 1997 — Народный артист Российской Федерации (16 апреля 1997) — за большие заслуги в области искусства[30]
- 1998 — Премия МВД России в области литературы и искусства[2].
- 1999 — открытие памятного знака — именной звезды на «Площади звёзд эстрады» у ГЦКЗ «Россия» в Москве[2].
- 2002 — медаль «200 лет МВД России»[2].
- 2002 и 2010 — международная премия «Человек года» в области культуры Всеукраинского высшего академического совета общенациональной программы «Человек года»[2].
- 2003 — Орден Дружбы (22 ноября 2003) — за многолетнюю плодотворную деятельность в области культуры и искусства[2][31].
- 2004 — Народный артист Украины (16 ноября 2004) — за весомый личный вклад в популяризацию украинского песенного наследия, высокое исполнительское мастерство[32][2] (В 2024 года лишён звания указом Президента Украины Владимира Зеленского против лиц, поддержавших вторжение России на Украину[33]).
- 2006 — медаль святого благоверного князя Даниила Московского «За труды во славу святой церкви» (награда Русской православной церкви)[2].
- 2008 — Орден Почёта (17 ноября 2008) — за большие заслуги в развитии эстрадного искусства и многолетнюю плодотворную творческую деятельность[2][34].
- 2013 — орден «Верность и вера» I степени, учреждённый международным движением «Семья — Единение — Отечество» и Общественным советом по нравственности Республики Беларусь — за особые заслуги в области культуры, сохранение, приумножение и защиту традиционных духовных, нравственных и семейных ценностей. Александр Малинин стал первым российским эстрадным исполнителем, которому вручена такая награда, олицетворяющая общественное признание белорусского народа[2][35].